# 天平の面影

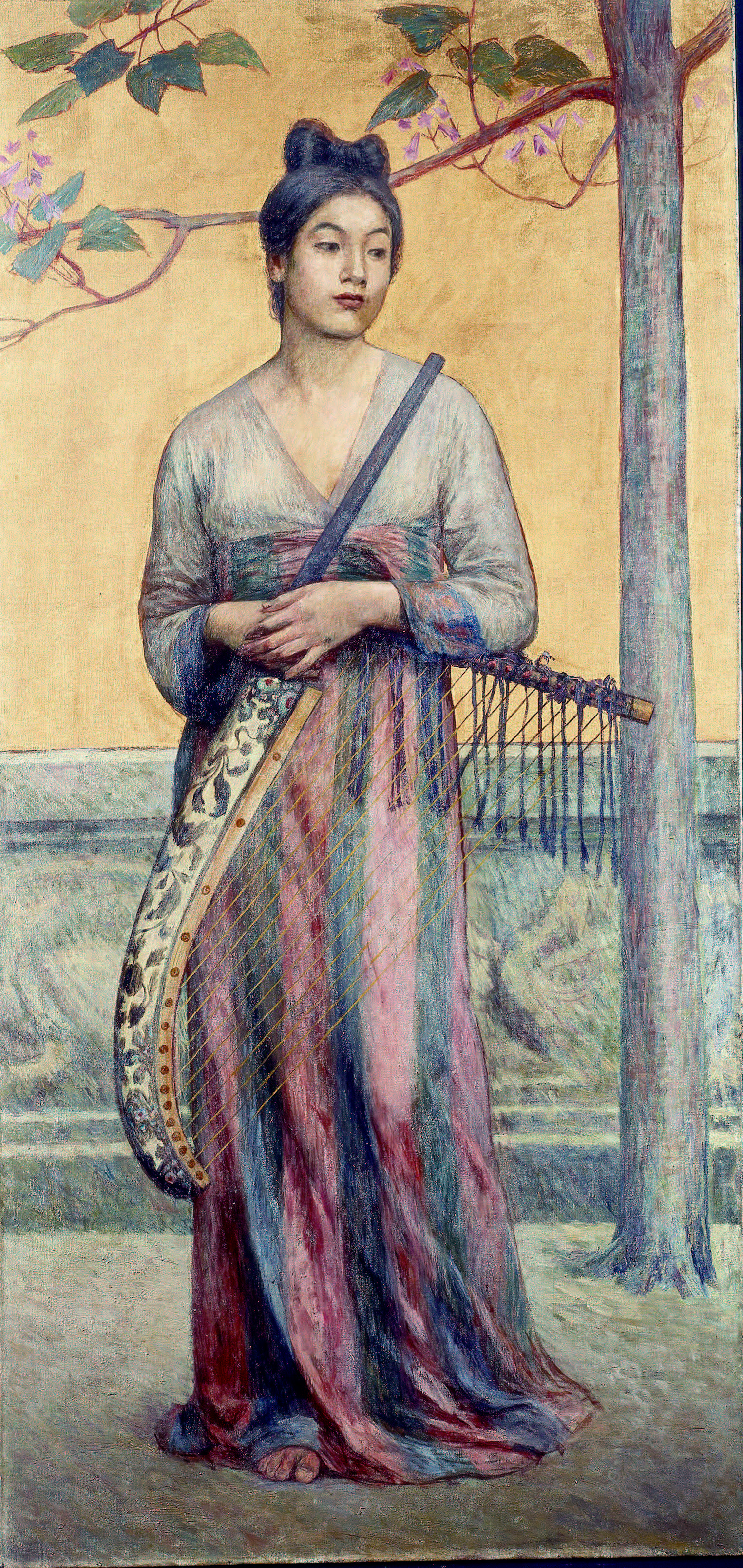
『天平の面影』
キャンヴァス、油彩
197.5x94.0cm

『天平の面影』（てんぴょうのおもかげ）は、藤島武二が明治時代の1902年に描いた絵画であり、同人の代表作の1つ。2003年5月29日、国の重要文化財に指定された。東京都の公益財団法人石橋財団が所有。東京都中央区のアーティゾン美術館所蔵。

## 作品の時代背景
明治期の日本の洋画壇を代表する画家の一人である藤島武二は、1905年（明治38年）11月、文部省から絵画研究のため4年間の欧州留学を命じられ、フランスへ旅立つが、本作品は藤島の渡欧以前の1902年に制作された、比較的初期の作品である。
明治30年代前半の日本の洋画壇は、いわゆる外光派的な作風、すなわちフランスから帰国した黒田清輝を中心とする白馬会系の画風が全盛であった。それは、目に見える世界をありのままに写し出すという傾向の強いものであった（ただし、黒田自身はそうした作風に必ずしも満足せず、西洋流の「構想画」を描きたいと願っていた）。これに対し、古代の伝説、神話、歴史などに題材をとった、浪漫的な絵画が明治30年代半ばからあらわれる。後に明治浪漫主義と称されるこうした傾向の先駆けとなったのが本作のような藤島の作品である。藤島は本作を描く前年の1901年から雑誌『明星』の装画を担当して、アール・ヌーヴォー様式の作品を手がけ、明星の浪漫派詩人たちとも交流をもった。

## 作品の着想源
1902年10月13日付けの読売新聞の記事で藤島自身が語るところによると、藤島はこの作品発表の前年の1901年、奈良を訪れて仏像、仏画などを見て回り、正倉院宝物の「箜篌」（くご）を見る機会もあって、天平時代に空想をめぐらし、本作品の着想に至ったという。
本作品は、当初『天平時代の婦人図』という題名で1902年（明治35年）の白馬会第7回展に出品された。画面には金地の背景に、箜篌という古代の撥絃楽器を手にして立つ女性が描かれている。女性は薄青紫の上衣と赤と紫の縦縞の長袴を着用し、花咲く桐の木の前に立っている。天平時代に題材をとってはいるが、何か特定の史実や歴史的場面を厳密な考証によって再現したものではなく、古代への憧憬から自由に想像をふくらませて絵画化したものである。

## 作品の与えた影響
おそらくはピュヴィス・ド・シャヴァンヌに影響を受けた古典的装飾性と古代に想を得た浪漫性を巧みに融合させた本作品は発表当時好評を得た。本作品に代表される、古代への憧憬とそれに誘発された詩的想像力による藤島の絵画制作方法は、青木繁の天平時代や古事記を題材とした一連の作品にもっともよく継承されている。青木は藤島の『天平の面影』が発表された2年後の1904年に『天平時代』を制作し、岡田三郎助は白馬会第9回展に『元禄の面影』を発表している。蒲原有明は『天平の面影』に想を得た「独絃調三首」という詩を『明星』に発表している。

## 「対作品」の存在
『天平の面影』を発表した翌年の1903年の白馬会第8回展に、藤島は本作品の対作品となる、やはり楽器をモチーフとした『諧音』という作品を出品した。『諧音』は古代の絃楽器の「阮咸」を爪弾く女性を描いたもので、未完成であったにもかかわらず、評判はむしろ『天平の面影』よりも高いくらいであった。上田敏は雑誌『精華』に寄せた展覧会評で『諧音』を高く評価し、「前年天平時代の人物を描いたものよりも、今年は更に進歩されしものか、全図よく調和し、人物の姿勢自然にして、心を音楽の妙境に放遊させて居る心持が充分見える」と評している。同じ雑誌で蒲原有明も本作を高く評価し、「裸身の女、膝上に阮咸を載せ、右手を転移に措きて絃を整へ、左手にこれを弾き試みんとす」様子を描いたものだと述べている。
『諧音』は第8回白馬会展の後、藤島自身によって塗りつぶされたとされ、現存しない。なお、洋画家の児島虎次郎が『諧音』を模写したものが残っており、原画の面影を伝えている。